# Mistrzostwa Polski Par Klubowych na Żużlu 1978
Mistrzostwa Polski Par Klubowych na Żużlu 1978 – zawody żużlowe, mające na celu wyłonienie medalistów mistrzostw Polski par klubowych w sezonie 1978. Rozegrano cztery turnieje ćwierćfinałowe, dwa półfinałowe oraz finał, w którym zwyciężyli zawodnicy Stali Gorzów Wielkopolski.

## Finał
- Chorzów, 21 czerwca 1978

| Miejsce | Kluby                 | Suma | Zawodnicy                         | Punkty                            |
| ------- | --------------------- | ---- | --------------------------------- | --------------------------------- |
| złoto   | Stal Gorzów Wlkp.     | 28   | Bolesław Proch Edward Jancarz     | 12 (3,2,3,2,d,2) 16 (2,3,2,3,3,3) |
| srebro  | Unia Leszno           | 23   | Mariusz Okoniewski Bernard Jąder  | 11 (3,2,3,3,u,–) 12 (1,3,1,2,2,3) |
| brąz    | Sparta Wrocław        | 20   | Robert Słaboń Ryszard Jany        | 9 (1,1,2,3,1,1) 11 (2,d,3,2,2,2)  |
| 4       | Włókniarz Częstochowa | 19   | Marek Cieślak Daniel Chmielowski  | 14 (3,3,2,3,3,u) 5 (0,2,0,0,2,1)  |
| 5       | ROW Rybnik            | 16   | Piotr Pyszny Jerzy Wilim          | 9 (1,3,1,1,d,3) 7 (0,2,d,2,3,0)   |
| 6       | Stal Rzeszów          | 10   | Grzegorz Kuźniar Ryszard Romaniak | 7 (2,w,1,w,2,2) 3 (w,1,0,1,1,0)   |
| 7       | Stal Toruń            | 9    | Jerzy Kniaź Wojciech Żabiałowicz  | 5 (1,1,d,0,d,3) 4 (0,0,1,1,1,1)   |